# Університет Доон
Університет Доон (англ. Doon University) — педагогічний інститут в індійському штаті Уттаракханд, заснований в 2005 році через гостру нестачу професійних вчителів у штаті. Перший кампус університету був відкритий в 2009 році у селищі Кедарпур (округ Деградун), біля Деградуна, інший планується відкрити у містечку Сахаспур (округ Деградун). Перший семестр в університеті почався 6 серпня 2009 року.